# Konstantin Osipovič Ščerbatov
Konstantin Osipovič Ščerbatov (rusky Константин Осипович Щербатов, 1632 – 1694) byl ruský státník a vojevůdce, stolník (1649), okolničí (1676), vojevoda ve Pskově, Astrachani a Jenisejsku, od roku 1682 bojar.

## Život
V polovině 50. let 17. století Konstantin Ščerbatov sloužil ve Smolensku v hodnosti vojevody v pluku svého otce Osipa Ivanoviče Ščerbatova. V letech 1666–1667 se podílel na potlačení kozáckého povstání na levobřežní Ukrajině, roku 1670 sloužil jako zástupce knížete Jurije Alexejeviče Dolgorukého, velitele armády vyslané proti povstání Stěnky Razina. Roku 1673 vykonával funkci pskovského vojevody. Roku 1676 byl jmenován okolničím, krátce sloužil jako soudce Jamského prikazu a poté přešel na místo vojevody v Astrachani, kde zůstal do roku 1677.
Roku 1682 byl – jako stoupenec nového cara Petra – jmenován bojarem a následující rok poslán do Jenisejska na místo vojevody. Později se účastnil krymského pochodu.
Zemřel roku 1696, potomky nezanechal.